# Campionat d'escacs de Rússia
El Campionat d'escacs de Rússia és el torneig d'escacs que es juga a Rússia per a determinar el campió nacional d'escacs.
Degut a les vicissituds polítiques que s'han produït a Rússia al llarg dels segles xix i xx, el campionat rus d'escacs ha patit diverses modificacions en la seva nomenclatura i format.
Emanuel Schiffers fou considerat el primer campió rus, quan el 1874 derrotà Andrei Khardín (+5 –4) en un matx a Sant Petersburg.
El seu alumne Mikhaïl Txigorin el va derrotar el 1879 també a Sant Petersburg 8:5 (+7 =2 –4). El 1899 es disputà el primer campionat en format de torneig round-robin, i sota la denominació de "Campionat magistral de Totes les Rússies", un nom que feia referència a la participació de jugadors de diverses contrades de l'Imperi Rus.
A partir de la Revolució bolxevic i de la formació de la Unió Soviètica, entre el 1920 i el 1991, es va disputar un torneig de rang més elevat: el Campionat d'escacs de la Unió Soviètica, però la República Socialista Federada Soviètica de Rússia (R.S.F.S.R.) va continuar organitzant el seu campionat.
Des de la caiguda de la Unió Soviètica, i a partir de 1992, es juga un únic campionat rus, la numeració del qual segueix la precedent de la R.S.F.S.R.

## Campionats de la Rússia Imperial

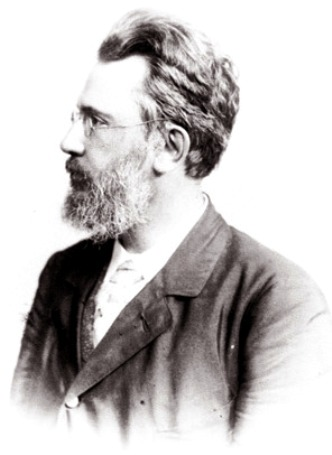
Emanuel Schiffers, el primer campió d'escacs de l'Imperi Rus

| # | Any  | Ciutat          | Campió            |
| - | ---- | --------------- | ----------------- |
| 1 | 1874 | Sant Petersburg | Emanuel Schiffers |
| 2 | 1879 | Sant Petersburg | Mikhaïl Txigorin  |

### Campionats de Mestres de Totes les Rússies
| #  | Any     | Ciutat          | Campió                              |
| -- | ------- | --------------- | ----------------------------------- |
| 3  | 1899[2] | Moscou          | Mikhaïl Txigorin                    |
| 4  | 1900/01 | Moscou          | Mikhaïl Txigorin                    |
| 5  | 1903    | Kíev            | Mikhaïl Txigorin                    |
| 6  | 1905/06 | Sant Petersburg | Henryk Salwe                        |
| 7  | 1907/08 | Łódź            | Akiba Rubinstein                    |
| 8  | 1909    | Vílnius         | Akiba Rubinstein                    |
| 9  | 1912    | Vílnius         | Akiba Rubinstein[3]                 |
| 10 | 1913/14 | Sant Petersburg | Aleksandr Alekhin Aaron Nimzowitsch |

## Campionats russos des de 1920

### Campionats de la R.S.F.S.R. (1920-1991)
Després de la formació de l'URSS, el Campionat de la Unió Soviètica va ser establert com el campionat nacional. No obstant això, el campionat de Rússia va continuar existint com a campionat de la RSFSR. Els dos primers campionats de l'URSS el 1920 i 1923 també van ser reconeguts com a campionats RSFSR, la numeració dels campionats de Rússia moderna s'inicia amb aquests dos torneigs. Les ciutats de Moscou i Leningrad va celebrar els seus propis campionats i els seus jugadors no estaven habilitats per jugar al campionat de la RSFSR. No obstant això, alguns ho van fer participant fora de concurs: per exemple, Taimànov va acabar amb el mateix nombre de punts que Taràssov en el campionat de 1960, però només Taràssov va ser guardonat amb el títol, ja que en Taimànov era de Leningrad.

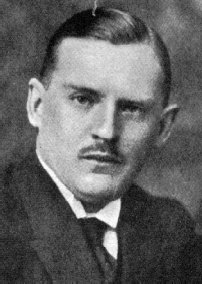
Aleksandr Alekhin, primer campió de la República Socialista Soviètica Russa

| #  | Any  | Ciutat         | Campió                                                          | Campiona                               |
| -- | ---- | -------------- | --------------------------------------------------------------- | -------------------------------------- |
| 1  | 1920 | Moscou         | Aleksandr Alekhin                                               |                                        |
| 2  | 1923 | Petrograd      | Piotr Romanovski                                                |                                        |
| 3  | 1928 | Moscou         | Piotr Izmàilov                                                  |                                        |
| 4  | 1934 | Moscou         | Serguei Belàvenets                                              | Vera Tšudova                           |
| 5  | 1935 | Gorki          | Aleksandr Tóluix                                                | Nina Golubeva                          |
| 6  | 1946 | Sverdlovsk     | Issaak Boleslavski                                              |                                        |
| 7  | 1947 | Kúibixev       | Nikolai Novotélnov                                              | Olga Strelova                          |
| 8  | 1948 | Saràtov        | Nikolai Aratovski Gueorgui Ilivitski                            | Alexandra Daibo                        |
| 9  | 1949 | Iaroslavl      | Piotr Dubinin Gueorgui Ilivitski                                | Vera Tihhomirova                       |
| 10 | 1950 | Gorki          | Raixid Nejmetdínov                                              | Vera Tihhomirova                       |
| 11 | 1951 | Iaroslavl      | Raixid Nejmetdínov                                              | Tema Filanovskaja                      |
| 12 | 1952 | Tula           | Lev Aronin Nikolai Kroguius                                     | Vera Tihhomirova                       |
| 13 | 1953 | Saràtov        | Raixid Nejmetdínov                                              | Vera Tihhomirova                       |
| 14 | 1954 | Rostov del Don | Leonid Xamkóvitx                                                | Tema Filanovskaja                      |
| 15 | 1955 | Leningrad      | Anatoli Lútikov                                                 | Tema Filanovskaja                      |
| 16 | 1956 | Kislovodsk     | Leonid Xamkóvitx                                                | Valentina Borissenko                   |
| 17 | 1957 | Krasnodar      | Raixid Nejmetdínov                                              | Valentina Borissenko                   |
| 18 | 1958 | Sotxi          | Raixid Nejmetdínov                                              | Valentina Borissenko                   |
| 19 | 1959 | Vorónej        | Anatoli Lútikov                                                 | Klara Skegina                          |
| 20 | 1960 | Perm           | Vitali Taràssov                                                 | Valentina Borissenko                   |
| 21 | 1961 | Omsk           | Lev Polugaievski                                                | Klara Skegina                          |
| 22 | 1963 | Txeliàbinsk    | Anatoli Lein                                                    | Klara Skegina                          |
| 23 | 1964 | Kazan          | Nikolai Kroguius                                                | Natalia Konopliova                     |
| 24 | 1966 | Saràtov        | Ígor Zakhàrov Anatoli Lein Vladímir Serguievski                 | Rimma Bilunova                         |
| 25 | 1968 | Grozni         | Aleksandr Zàitsev                                               | Rimma Bilunova                         |
| 26 | 1970 | Kúibixev       | Anatoli Kàrpov                                                  | Vera Duchakova                         |
| 27 | 1971 | Penza          | Oleg Deméntiev Valeri Zilberxtein                               | Ljudmila Ljubarskaja                   |
| 28 | 1972 | Rostov del Don | Vitali Tseixkovski                                              | Liudmila Saunina                       |
| 29 | 1973 | Omsk           | Valeri Korenski Iuri Russakov Vitali Tseixkovski                | Ljudmila Veritševa                     |
| 30 | 1974 | Tula           | Nukhim Raixkovski                                               | Aleksandra Kislova                     |
| 31 | 1976 | Novossibirsk   | Nukhim Raixkovski                                               | Valentina Kozlovskaja                  |
| 32 | 1977 | Volgograd      | Valērijs Žuravļovs Lev Psakhis                                  | Natalia Aljohhina                      |
| 33 | 1979 | Sverdlovsk     | Aleksandr Pàntxenko                                             | Valentina Kozlóvskaya Liudmila Saunina |
| 34 | 1980 | Kazan          | Aleksandr Petruixin                                             | Elena Akhmilovskaya                    |
| 35 | 1981 | Vladímir       | Pàvel Zarubin                                                   | Nadežda Poutjatina                     |
| 36 | 1982 | Stavropol      | Anatoli Vaisser Valeri Txékhov                                  | Natalia Alekhina                       |
| 37 | 1984 | Briansk        | Guennadi Túnik                                                  | Larissa Polnarena                      |
| 38 | 1985 | Sverdlovsk     | Aleksandr Petruixin                                             | Liudmila Saunina                       |
| 39 | 1986 | Smolensk       | Veniamin Xtirénkov                                              | Alla Grinfeld Liudmila Saunina         |
| 40 | 1987 | Kursk          | Andrei Kharitónov                                               | Tatiana Stepovaia                      |
| 41 | 1988 | Vorónej        | Ratmir Khólmov Vadim Rúban                                      | Tatiana Stepovaia                      |
| 42 | 1989 | Gorki          | Aleksei Vijmanavin                                              | Tatiana Stepovaia                      |
| 43 | 1990 | Kúibixev       | Andrei Khàrlov Vladímir Kràmnik Ruslan Sxerbakov Maksim Sorokin |                                        |
| 44 | 1991 | Smolensk       | Serguei Rublevski                                               |                                        |

### Campionats de la Federació Russa (1992 -)

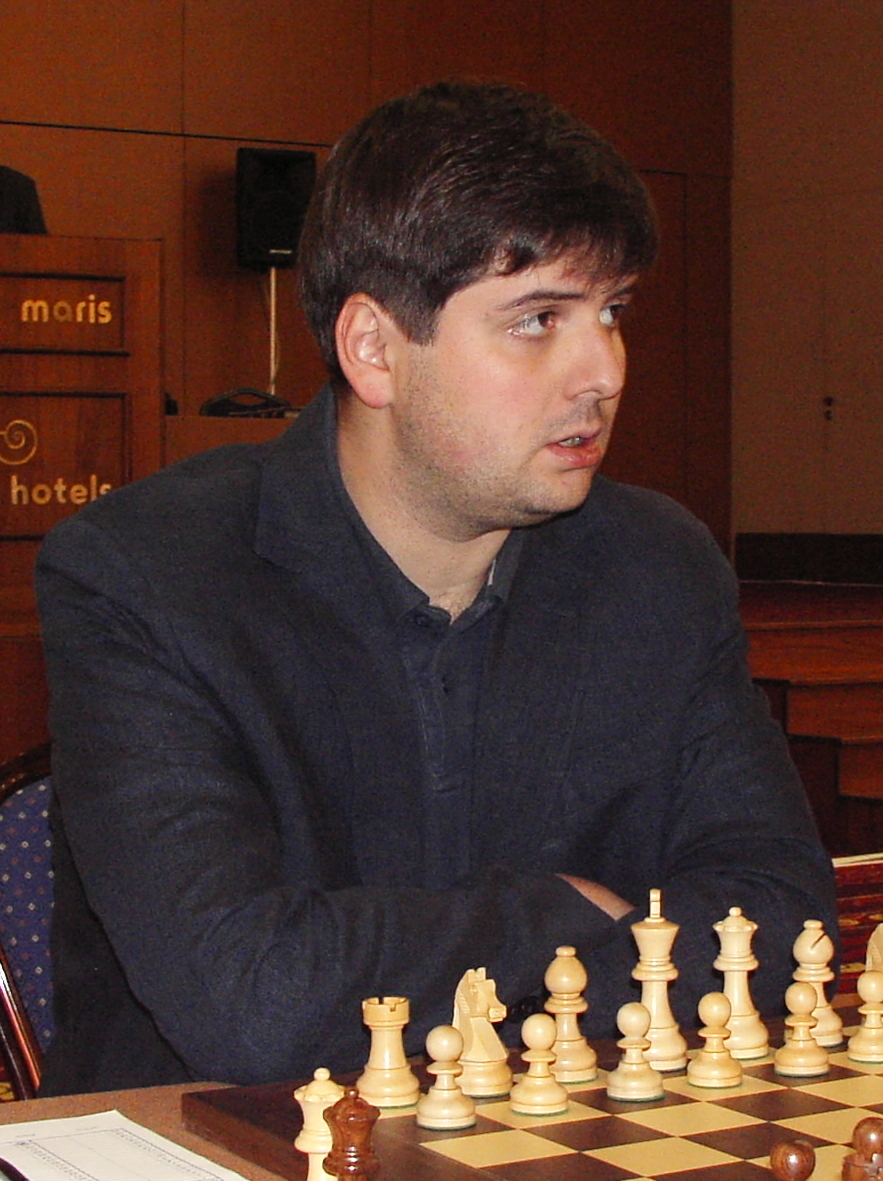
GM Piotr Svídler, vuit cops guanyador del campionat rus

Després de la caiguda de la Unió Soviètica, el campionat rus va reinstaurar-se com a campionat nacional, i els jugadors de Moscou i de Sant Petersburg (que abans jugaven directament el campionat soviètic) varen començar a participar-hi. Abans del 2004, el campionat era organitzat en Sistema suís, excepte els anys 1997 i 1999, en què hi hagué un format d'eliminatòries. A partir de 2004, el torneig s'organitzà en format round-robin, on els jugadors més forts de cada zona van directament a la final (anomenada la Superfinal) que se celebra a Moscou, i la resta s'hi han de classificar en torneigs previs.
| #  | Any                        | Ciutat             | Campió | Referència                                  |  |
| -- | -------------------------- | ------------------ | --- | ------------------------------------------- |  |
| 45 | 1992                       | Oriol              | Aleksei Gavrílov |                                             |  |
| 46 | 1993                       | Tiumén             | Aleksei Bezgódov |                                             |  |
| 47 | 1994                       | Elistà             | Piotr Svídler |                                             |  |
| 48 | 1995                       | Elistà             | Piotr Svídler |                                             |  |
| 49 | 1996                       | Elistà             | Aleksandr Khalifman |                                             |  |
| 50 | 1997                       | Elistà             | Piotr Svídler | Arxivat 2013-12-28 a Wayback Machine.       |  |
| 51 | 1998                       | Sant Petersburg    | Aleksandr Morozévitx |                                             |  |
| 52 | 1999                       | Moscou             | Konstantín Sakàiev |                                             |  |
| 53 | 2000                       | Samara             | Serguei Vólkov |                                             |  |
| 54 | 2001                       | Elistà             | Aleksandr Motiliov, guanyant un tiebreak contra Aleksandr Lastin                                                                                 | Arxivat 2008-10-06 a Wayback Machine.       |  |
| 55 | 2002                       | Krasnodar          | Aleksandr Lastin | [4]                                         |  |
| 56 | 2003                       | Krasnoiarsk        | Piotr Svídler, guanyant un tiebreak contra Aleksandr Morozévitx                                                                                  | Arxivat 2009-01-04 a Wayback Machine.       |  |
| 57 | 2004                       | Moscou             | Garri Kaspàrov | Arxivat 2009-05-28 a Wayback Machine.       |  |
| 58 | 2005                       | Moscou             | Serguei Rublevski | Arxivat 2009-01-04 a Wayback Machine.[5][6] |  |
| 59 | 2006                       | Moscou             | Ievgueni Alekséiev, després d'un matx de desempat contra Dmitri Iakovenko                                                                        | Arxivat 2009-04-16 a Wayback Machine.[7][8] |  |
| 60 | 2007                       | Moscou             | Aleksandr Morozévitx | Arxivat 2009-01-04 a Wayback Machine.[9]    |  |
| 61 | 2008                       | Moscou             | Piotr Svídler, després d'un matx de desempat contra Ievgueni Alekséiev i Dmitri Iakovenko                                                        | Arxivat 2009-04-16 a Wayback Machine.       |  |
| 62 | 2009                       | Moscou             | Aleksandr Grisxuk | Arxivat 2011-08-21 a Wayback Machine.       |  |
| 63 | 2010                       | Moscou             | Ian Nepómniasxi, després d'un playoff contra Serguei Kariakin                                                                                    | [10]                                        |  |
| 64 | 2011                       | Moscou             | Piotr Svídler | Arxivat 2011-10-20 a Wayback Machine.       |  |
| 65 | 2012                       | Moscou             | Dmitri Andreikin, després d'un desempat a ràpides contra Serguei Kariakin, Dmitri Iakovenko, Vladímir Potkin, Ievgueni Alekséiev i Piotr Svídler | [11][12][13]                                |  |
| 66 | 2013                       | Nijni Nóvgorod     | Piotr Svídler, després d'un matx de desempat a ràpides contra Ian Nepómniasxi                                                                    | [14]                                        |  |
| 67 | 2014                       | Kazan              | Ígor Lissi | [15]                                        |  |
| 68 | 2015                       | Txità              | Ievgueni Tomaixevski | [16]                                        |  |
| 69 | 2016                       | Novosibirsk        | Aleksandr Riazàntsev | [17]                                        |  |
| 70 | 2–15 desembre 2017         | Sant Petersburg    | Piotr Svídler (8) en guanyar el play-off de desempat a Nikita Vitiúgov                                                                           | [18]                                        |  |
| 71 | 25 agost - 5 setembre 2018 | Satka              | Dmitri Andreikin (2) en guanyar el play-off de desempat a Dmitri Iakovenko                                                                       | [19]                                        |  |
| 72 | 10 - 23 agost 2019         | Votkinsk – Izhevsk | Ievgueni Tomaixevski (2) | [20]                                        |  |
| 73 | 5 - 16 desembre 2020       | Moscou             | Ian Nepómniasxi (2) | [21]                                        |  |
| 74 | 9 - 20 octubre 2021        | Ufa                | Nikita Vitiúgov |                                             |  |
| 75 | 2022                       | Txeboksary         | Daniil Dúbov |                                             |  |
| 76 | 2023                       | Sant Petersburg    | Vladislav Artémiev |                                             |  |
| 77 | 2024                       | Barnaul            | Vladislav Artémiev |                                             |  |

## Campionats femenins
| #   | Any  | Ciutat            | Guanyadora                 |
| --- | ---- | ----------------- | -------------------------- |
| 1.  | 1992 | ?                 | Svetlana Prúdnikova        |
| 2.  | 1993 | ?                 | Liudmila Zàitseva          |
| 3.  | 1994 | Elistà            | Iekaterina Kovalévskaia    |
| 4.  | 1995 | Elistà            | Iúlia Diómina              |
| 5.  | 1996 | Elistà            | Liudmila Zàitseva          |
| 6.  | 1997 | Elistà            | Alissa Gal·liàmova         |
| 7.  | 1998 | Elistà            | Svetlana Prúdnikova        |
| 8.  | 1999 | Moscou            | Iúlia Diómina              |
| 9.  | 2000 | Elistà            | Iekaterina Kovalévskaia    |
| 10. | 2001 | Elistà            | Olga Zímina                |
| 11. | 2002 | Elistà            | Tatiana Kossíntseva        |
| 12. | 2003 | Elistà            | Irina Slàvina (Turova)     |
| 13. | 2004 | Kasan             | Tatiana Kossíntseva        |
| 14. | 2005 | Samara            | Aleksandra Kosteniuk       |
| 15. | 2006 | Gorodets          | Iekaterina Kórbut          |
| 16. | 2007 | Moscou            | Tatiana Kossíntseva        |
| 17. | 2008 | Moscou            | Nadejda Kossíntseva[22]    |
| 18. | 2009 | Moscou            | Alissa Gal·liàmova[23]     |
| 19. | 2010 | Moscou            | Alissa Gal·liàmova         |
| 20. | 2011 | Moscou            | Valentina Gúnina           |
| 21. | 2012 | Moscou            | Natàlia Pogónina[13]       |
| 22. | 2013 | Nijni Nóvgorod    | Valentina Gúnina[14]       |
| 23. | 2014 | Kazan             | Valentina Gúnina[15]       |
| 24. | 2015 | Txità             | Aleksandra Goriàtxkina[24] |
| 20. | 2016 | Novosibirsk       | Aleksandra Kosteniuk       |
| 21. | 2017 | Sant Petersburg   | Aleksandra Goriàtxkina[18] |
| 22. | 2018 | Satka             | Natàlia Pogónina[19]       |
| 23. | 2019 | Vótkinsk – Ijevsk | Olga Girya[20]             |
| 24. | 2020 | Moscou            | Aleksandra Goriàtxkina     |
| 25. | 2021 | Ufa               | Valentina Gunina           |
| 26. | 2022 | Txeboksary        | Valentina Gunina           |
| 27. | 2023 | Sant Petersburg   | Baira Kovanova             |
| 28. | 2024 | Barnaul           | Ekaterina Lagno            |

## Campions d'escacs per correspondència
Campions de la URSS
1. Aleksandr Konstantinopolsky (1948-1951)
2. Piotr Atiashev (1952-1955)
3. Georgy Borissenko - Piotr Dubinin (1955-1957)
4. Anatoli Sadomsky (1957-1960)
5. Georgy Borissenko - Jakob Estrin (1960-1963)
6. Vladimir Simagin (1963-1964)
7. Mikhail Yudovich (1965-1966)
8. Sergey Sokolov (1967-1968)
9. Lev Omelchenko (1969-1970)
10. Lev Omelchenko (1971-1972)
11. Anatoli Voizech (1973-1975)
12. Vladimir Semeniuk (1975-1977)
13. Mikhail Umansky (1977-1978)
14. Boris Postovsky (1979-1980)
15. Aleksandr Lipiridi (1981-1983)
16. Dmitry Barash (1984-1986)
17. Igor Kopilov (1987-1988)
18. Vladimir Yarkov (1989-1990)
19. Yuri Zelinsky (1991-1993)

Campions de la RSFSR
1. Garald Sorokin (1966-1968)
2. Lev Omelchenko (1968-1970)
3. Vladimir Semeniuk (1970-1971)
4. Nikolai Krivun (1972-1973)
5. Mikhail Umansky (1974-1975)
6. Viktor Nikitin (1976-1977)
7. Viktor Demidenko (1978-1979)
8. Aleksey Chelkin (1980-1983)
9. Vladimir Yarmolik (1983-1984)
10. Sergey Khlusevich (1984-1987)
11. Aleksey Chelkin (1987-1988)
12. Viktor Skobeev (1988-1990)
13. Vladimir Roslov (1991-1993)

```
Campions de Rússia
```

1. Sergey Kuznetsov (1994-1996)
2. Sergey Romanov (1997-1999)
3. Aleksandr Dushin (2000-2003)
4. Jalil Davletov (2003-2007)[25]
5. Sergey Matyukhin (2007-2009)[26]
6. Andrey Nekhaev (2010-2013)[27]
7. Evgeny Pivinsky (2011-2014)[28]
8. Sergey Matyukhin (2013-2015)[29]
9. Aleksey Voll (2015-2018)[30]
10. Evgeny Lobanov - Mikhail Churkin (2017-2018)[31]
11. Rusian Tieptsok (2018-2019)[32]
12. Rusian Tieptsok (2018-2020)[33]
13. Andrey Nekhaev (2019-2021)[34]
14. Mikhail Romm (2022-2023)[35]